# Cosmos 929
Cosmos 929 ou TKS-1 fut le premier vaisseau spatial de type TKS complet à être lancé. Ce vaisseau de type nouveau devait permettre de ravitailler les stations spatiales militaires du programme soviétique Almaz. D'environ 20 tonnes, le TKS devait également assurer la relèves des équipages, donc assurer le transport de trois personnes et depuis l'orbite terrestre basse (pour comparaison, le vaisseau Soyouz servant aussi au transport de deux à trois personnes pèse moins de huit tonnes).
Le TKS-1 a été lancé le 17 juillet 1977 sans pilote sous le nom de Cosmos 929 pour tester les systèmes de vols. Cela comprenait la mise en œuvre de diverses manœuvres dans l'espace et le test prévu pour la capsule de retour de l'équipage VA (parfois nommée « Merkur »). La simulation d'amarrage avec une station spatiale (avec un point de l'espace, sans station réelle) n'a pas été testée au début. Après 30 jours de vol, la capsule TKS VA s'est séparée du module FGB et a effectué une rentrée atmosphérique le 17 ou 18 août 1977, selon les sources, pour atterrir en Asie Centrale. La partie restante du vaisseau, le module FGB, fut encore soumise à des tests supplémentaires et fut volontairement désorbitée le 2 février 1978, dans l'Océan Pacifique.
La mission Cosmos 929 est un fondement essentiel pour les missions ultérieures de l'engin spatial TKS. Les vols habités ne furent cependant jamais réalisés (à cause de rivalités politiques) mais, plus tard, des modules permanents des stations spatiales Mir (par exemple, Kvant-2) et ISS (par exemple, Zarya) ont été développés à partir du FGB.